# Veninder (film fra 2005)
 For alternative betydninger, se Veninder. (Se også artikler, som begynder med Veninder)
Veninder er en dansk film fra 2005.
- Manuskript og instruktion Charlotte Sachs Bostrup.

Filmen handler om fire kvinder, der mødes til en weekend i sommerhus for at fejre den enes 40-års fødselsdag. Undervejs snakker de om hinandens problemer med mænd, familie og skilsmisse.
Blandt de medvirkende kan nævnes:
- Anne-Grethe Bjarup Riis
- Kaya Brüel
- Susanne Storm
- Frank Thiel
- Nikolaj Steen
- Christian Tafdrup